# Crossopetalum rhacoma
Crossopetalum rhacoma är en benvedsväxtart som beskrevs av Heinrich Johann Nepomuk von Crantz. Crossopetalum rhacoma ingår i släktet Crossopetalum och familjen Celastraceae. Inga underarter finns listade.